# Доэрти, Кен
Кен До́эрти (англ. Ken Doherty; род. 17 сентября 1969) — ирландский профессиональный игрок в снукер. Родился в Ирландии. С 1993 по 2008 года он стабильно входил в число 16 сильнейших снукеристов. Кен — единственный игрок, которому удавалось выигрывать чемпионат мира сразу в трёх версиях: юниорской, любительской и профессиональной. Член Зала славы снукера с 2013 года.

## Ранние годы
Впервые Доэрти стал заметен в 1983 году, когда выиграл первенство Ирландии среди юниоров. На следующий год он успешно защитил свой титул и, таким образом, получил право сыграть на чемпионате Ирландии среди любителей, где занял второе место. Для его возраста это был весьма неплохой результат. Все ждали от него хорошего выступления и на любительском чемпионате мира, но там Доэрти не смог даже выйти из своей группы.
Реабилитировался юный ирландец, победив на национальном любительском чемпионате в 1987 году. Доэрти продолжал стремительно прогрессировать и через год выиграл престижный турнир Pontins Open. Он также защитил звание чемпиона Ирландии, затем снова вышел в финал Pontins Open и прибыл в Сингапур уже в качестве фаворита, чтобы выиграть свой последний непрофессиональный турнир — чемпионат мира среди любителей.

## Карьера
Кен Доэрти попал в мэйн-тур довольно поздно — в 21 год. Первые несколько лет он не показывал значительных результатов, а главным достижением в его дебютном сезоне стал выход в финальную стадию чемпионата мира, где Доэрти уступил Стиву Дэвису, 8:10. Кен стал известен после того, как в 1993 году победил на турнире Welsh Open. Вслед за этим в его игре последовал быстрый взлёт, и он вышел в четвертьфинал чемпионата мира.
Но, несмотря на то, что Доэрти заиграл заметно лучше, следующий успех к нему пришёл лишь через три года. На ЧМ 1997 года он поразил всех своей игрой, обыграв на своём пути шестикратного чемпиона мира Стива Дэвиса, а также Джона Хиггинса. В финале он победил Стивена Хендри со счётом 18:12 и, таким образом, стал первым ирландцем, выигравшим чемпионат мира. Эта победа позволила Кену подняться на третью строчку мирового рейтинга.
- Кен Доэрти становится чемпионом мира 1997 года. видео

Следующий сезон Кен Доэрти провёл не очень хорошо, однако снова вышел в финал чемпионата мира. Казалось, что ему удастся завоевать и второй чемпионский титул, но тут Доэрти натолкнулся на отчаянное сопротивление молодого Джона Хиггинса и в итоге проиграл со счётом 12:18.
Последующие несколько лет ирландец провёл довольно стабильно. Он вышел в финалы на Гран-при Мальты и Мастерс, но в обоих случаях в равной и упорной борьбе уступал своим соперникам.
Настоящим кошмаром для Кена стал финал Мастерс 2000 года. В матче с Мэттью Стивенсом он забил практически все шары и уже готов был праздновать свой первый максимальный брейк, но ухитрился не забить последний чёрный и остался, что называется, с носом. Надо сказать, это событие испортило форму Доэрти и помешало ему победить на этом престижном турнире. Однако, он не стушевался и показал хороший снукер на Мальте, где разгромил Марка Уильямса со счётом 9:3.
Сезон 2000/01 стал одним из лучших за всю карьеру Кена. Из шестнадцати проводившихся турниров он выиграл Welsh Open и Thailand Masters и побывал в финалах Scottish Open и Nations Cup (в составе ирландской команды). На чемпионате мира ирландец без проблем дошёл до четвертьфинала, но уже в который раз споткнулся на Джоне Хиггинсе. Четвёртое место по итогам двух сезонов стало поощрением за старания Доэрти.
Но затем у него начался довольно продолжительный спад. Нет, нельзя сказать, что Кен стал играть совсем уж плохо, но из крупных результатов можно выделить только финал чемпионата Великобритании, где его буквально растоптал Ронни О’Салливан — 10:1. 
Игра Кена Доэрти приобрела прежние черты лишь на чемпионате мира 2003 года. Поначалу он со скрипом выиграл у Шона Мёрфи и Грэма Дотта. В 1/4 финала он опять встретился с Джоном Хиггинсом и на этот раз отомстил ему. Испытанием для Доэрти стал полуфинальный матч против Пола Хантера. Он проигрывал со счётом 9:15, но не дрогнул и сумел свести дело к решающему фрейму. В контровой партии Кен проявил чудеса характера и всё-таки вырвал победу у своего противника. Этот потрясающий камбэк вошёл в историю рекордов снукера. 
Но, как оказалось, это было ещё не всё. Настоящий триллер выдался в финале. Его соперник — Марк Уильямс — штурмом пошёл на ирландца и разгромно выиграл первую сессию — 7:1. Сложно было даже представить, что Доэрти вообще сможет сопротивляться после такого начала… Но то, что случилось потом, невозможно описать словами. 
Кен отыгрался и сравнял счёт, 11:11. Тем не менее, Уильямс не собирался сдаваться и выиграл ещё пять фреймов, проиграв при этом три. И тут Доэрти снова доказал всем, что у него стальные нервы. Он опять уравнял шансы на победу и сделал счёт равным — 16:16. В решающий момент он не сумел выиграть практически победную партию и уступил кубок чемпиона Марку… Это был, возможно, самый непредсказуемый матч в истории Крусибла.
Возможно, эта неудача сильно повлияла на состояние Кена, потому что за два следующих года он ни разу не вышел в финал рейтингового турнира. 
Из-за частых проигрышей в 2005 году Доэрти выбыл из десятки сильнейших снукеристов мира. 
Надо было срочно исправлять ситуацию. Но конкуренция в Топ-16 постоянно возрастала, а количество турниров в связи с уходом табачных спонсоров постоянно уменьшалось.
Выкарабкиваясь из кризиса, Кен Доэрти наконец записал на свой счёт шестую победу на рейтинговом турнире, выиграв Кубок Мальты. В финале он своим фирменным камбеком обыграл своего извечного соперника, Джона Хиггинса: со счёта 5:8 Кен сумел отыграться и победить, 9:8. 
Но эта победа, по-видимому, не прибавила силы в игре Кена. Сохранять хорошую форму было всё сложнее, да и возраст у Доэрти к тому времени перевалил за 35. Его последняя победа относится к сезону 2007/08. Тогда Кен выиграл кубок Pot Black и в очередной раз прославил свою страну, став первым ирландцем, побеждавшим на этом турнире. В этом же сезоне он вышел в финал теперь уже нерейтингового Malta Cup, но без шансов проиграл Шону Мёрфи, 3:9. Ходили слухи, будто проигрышу способствовало то, что накануне финального матча Кен слегка перебрал. Но одно ясно точно: от прежней игры Доэрти не осталось и следа.
Итоги сезона для Доэрти были неутешительны. На чемпионате мира 2008 года он был разгромлен молодым китайцем Ляном Вэньбо в первом же раунде. Частые неурядицы на рейтинговых турнирах, а также поражения в первых раундах чемпионата UK, Трофея Северной Ирландии и открытого чемпионата Китая отвели Доэрти место в рейтинге за бортом топ-16. Через 17 лет после начала своей карьеры Кен вынужден снова играть в квалификации.
В сезоне 2008/09 спад игры Доэрти продолжился. Впервые за долгое время он не смог попасть в финальную стадию чемпионата мира, а по итогам сезона Кен опустился до 44 номера рейтинга.

### Сезон 2009/10
За неделю до начала первого рейтингового турнира сезона, Шанхай Мастерс, Кен Доэрти стал победителем турнира WSA Pro Challenge Series в формате 6 красных шаров. В финале он убедительно переиграл Мартина Гоулда, 6:2.
На заключительном и самом главном турнире сезона — чемпионате мира — Доэрти пробился в основной турнир, но в 1/16-й уступил Марку Селби со счётом 4:10 Лучшим же его выступлением в сезоне стал четвертьфинал Шанхай Мастерс. В итоге этого оказалось достаточно для возвращения в Топ-32 мирового рейтинга — Кен стал 30-м.

## Достижения в карьере
- Чемпион мира — 1997
- Финалист чемпионата мира — 1998, 2003
- Welsh Оpen победитель — 1993, 2001
- Malta Grand Prix победитель — 1997 (нерейтинговый), 2000
- Thailand Masters победитель — 2001
- Malta Сup победитель — 2006
- Pot Black Cup победитель — 2007
- Benson & Hedges Irish Masters победитель — 1998
- Benson & Hedges Championship победитель — 1991
- Pontins Professional победитель — 1993, 1994, 1996
- Irish Professional победитель — 1993, 2006, 2007
- Regal Scottish Masters победитель — 1993, 1994
- Matchroom League победитель — 1996, 1998
- Pro Challenge Series — победитель — 2009
- Irish Classic чемпион — 2008
- Benson & Hedges Masters финалист — 1999, 2000
- Scottish Open финалист — 2001
- Чемпионат Великобритании финалист — 2001, 2002
- Welsh Open финалист — 2002
- Malta Cup финалист — 2008
- Malta Grand Prix финалист — 1999
- German Open финалист — 1995, 2007
- Thailand Masters финалист — 1996
- Гран-при финалист — 1992, 1993
- Riley Superstars International финалист — 1997

## Финалы турниров

### Финалы Рейтинговых турниров: 17 (6 побед, 11 поражений)
| Легенда                        |
| Чемпионат мира (1-2)           |
| Чемпионат Великобритании (0-3) |
| Прочие (5-6)                   |

| Результат | №   | Год  | Турнир                        | Соперник по финалу | Счёт  |
| --------- | --- | ---- | ----------------------------- | ------------------ | ----- |
| Финалист  | 1.  | 1992 | Grand Prix                    | Джимми Уайт        | 9–10  |
| Чемпион   | 1.  | 1993 | Открытый чемпионат Уэльса     | Алан Макманус      | 9–7   |
| Финалист  | 2.  | 1993 | Grand Prix (2)                | Питер Эбдон        | 6–9   |
| Финалист  | 3.  | 1994 | Чемпионат Великобритании      | Стивен Хендри      | 5–10  |
| Финалист  | 4.  | 1995 | German Open                   | Джон Хиггинс       | 3–9   |
| Финалист  | 5.  | 1996 | Thailand Open                 | Алан Макманус      | 8–9   |
| Чемпион   | 2.  | 1997 | Чемпионат мира                | Стивен Хендри      | 18–12 |
| Финалист  | 6.  | 1998 | Чемпионат мира                | Джон Хиггинс       | 12–18 |
| Чемпион   | 3.  | 2000 | Malta Grand Prix              | Марк Уильямс       | 9–3   |
| Чемпион   | 4.  | 2001 | Открытый чемпионат Уэльса (2) | Пол Хантер         | 9–2   |
| Чемпион   | 5.  | 2001 | Thailand Masters              | Стивен Хендри      | 9–3   |
| Финалист  | 7.  | 2001 | Открытый чемпионат Шотландии  | Питер Эбдон        | 7–9   |
| Финалист  | 8.  | 2001 | Чемпионат Великобритании (2)  | Ронни О'Салливан   | 1–10  |
| Финалист  | 9.  | 2002 | Открытый чемпионат Уэльса     | Пол Хантер         | 7–9   |
| Финалист  | 10. | 2002 | Чемпионат Великобритании (3)  | Марк Уильямс       | 9–10  |
| Финалист  | 11. | 2003 | Чемпионат мира (2)            | Марк Уильямс       | 16–18 |
| Чемпион   | 6.  | 2006 | Malta Cup                     | Джон Хиггинс       | 9–8   |

### Финалы Низкорейтинговых турниров: 1 (0 побед, 1 поражение)
| Результат | №  | Год  | Турнир                        | Соперник по финалу | Счёт |
| --------- | -- | ---- | ----------------------------- | ------------------ | ---- |
| Финалист  | 1. | 1993 | Strachan Challenge — Турнир 3 | Тони Драго         | 7–9  |

### Финалы Не Рейтинговых турниров: 29 (16 побед, 13 поражений)
| Легенда              |
| Masters (0-2)        |
| Premier League (2-1) |
| Другие (14-10)       |

| Результат | №   | Год  | Турнир                               | Соперник по финалу | Счёт       |
| --------- | --- | ---- | ------------------------------------ | ------------------ | ---------- |
| Чемпион   | 1.  | 1991 | Квалификация Мастерс                 | Даррен Морган      | 9–3        |
| Финалист  | 1.  | 1992 | Irish Masters                        | Стивен Хендри      | 6–9        |
| Чемпион   | 2.  | 1993 | Чемпионат Ирландии                   | Стивен Мёрфи       | 9–2        |
| Чемпион   | 3.  | 1993 | Pontins Professional                 | Даррен Морган      | 9–3        |
| Чемпион   | 4.  | 1993 | Scottish Masters                     | Алан Макманус      | 10–9       |
| Чемпион   | 5.  | 1994 | Pontins Professional (2)             | Найджел Бонд       | 9–5        |
| Чемпион   | 6.  | 1994 | Scottish Masters (2)                 | Стивен Хендри      | 9–7        |
| Финалист  | 2.  | 1995 | European League                      | Стивен Хендри      | 2–10       |
| Финалист  | 3.  | 1995 | Pontins Professional                 | Питер Эбдон        | 9–5        |
| Чемпион   | 7.  | 1996 | European League                      | Стив Дэвис         | 10–5       |
| Чемпион   | 8.  | 1996 | Pontins Professional (3)             | Найджел Бонд       | 9–7        |
| Чемпион   | 9.  | 1997 | Malta Grand Prix                     | Джон Хиггинс       | 7–5        |
| Чемпион   | 10. | 1998 | European League (2)                  | Джимми Уайт        | 10–2       |
| Чемпион   | 11. | 1998 | Irish Masters                        | Ронни О'Салливан   | [ прим 1 ] |
| Финалист  | 4.  | 1998 | Malta Grand Prix                     | Стивен Хендри      | 6–7        |
| Финалист  | 5.  | 1999 | Masters                              | Стивен Хендри      | 8–10       |
| Финалист  | 6.  | 2000 | Masters                              | Мэттью Стивенс     | 8–10       |
| Финалист  | 7.  | 2003 | Euro-Asia Masters Challenge — Этап 1 | Джеймс Уоттана     | 6–4        |
| Чемпион   | 12. | 2003 | Euro-Asia Masters Challenge — Этап 2 | Марко Фу           | 5–2        |
| Финалист  | 8.  | 2005 | Чемпионат Ирландии                   | Джо Свэйл          | 7–9        |
| Чемпион   | 13. | 2006 | Чемпионат Ирландии (2)               | Майкл Джадж        | 9–4        |
| Чемпион   | 14. | 2007 | Чемпионат Ирландии (3)               | Фергал О’Брайен    | 9–2        |
| Чемпион   | 15. | 2007 | Pot Black Cup                        | Шон Мерфи          | 1–0        |
| Финалист  | 9.  | 2008 | Кубок Мальты                         | Шон Мерфи          | 3–9        |
| Чемпион   | 16. | 2008 | Irish Classic                        | Фергал О’Брайен    | 5–2        |
| Финалист  | 10. | 2008 | World Series                         | Дин Цзюньхуэй      | 4–6        |
| Финалист  | 11. | 2009 | Легенды снукера                      | Стивен Хендри      | 3–5        |
| Финалист  | 12. | 2011 | Irish Classic                        | Фергал О’Брайен    | 2–5        |
| Финалист  | 13. | 2017 | UK Seniors Championship              | Джимми Уайт        | 2–4        |

### Финалы Командных турниров: 2 (0 побед, 2 поражения)
| Результат | №  | Год  | Турнир      | Команда / Напарники                        | Соперники по финалу                                         | Счёт |
| --------- | -- | ---- | ----------- | ------------------------------------------ | ----------------------------------------------------------- | ---- |
| Финалист  | 1. | 1996 | Кубок мира  | Ирландия: · Фергал О'Брайен · Стивен Мёрфи | Шотландия: , · Стивен Хендри · Джон Хиггинс · Алан Макманус | 7–10 |
| Финалист  | 2. | 2001 | Кубок наций | Ирландия: · Фергал О'Брайен · Майкл Джадж  | Шотландия: , · Стивен Хендри · Джон Хиггинс · Алан Макманус | 2–6  |

### Финалы профессионально-любительских турниров: 10 (5 побед, 5 поражений)
| Результат | №  | Год  | Турнир                            | Соперник по финалу | Счёт |
| --------- | -- | ---- | --------------------------------- | ------------------ | ---- |
| Чемпион   | 1. | 1988 | Pontins Spring Open               | Колин Мортон       | 7–5  |
| Финалист  | 1. | 1989 | Pontins Spring Open               | Питер Эбдон        | 4–7  |
| Чемпион   | 2. | 1996 | Pontins Spring Open (2)           | Даррен Морган      | 7–3  |
| Чемпион   | 3. | 1997 | Pontins Spring Open (3)           | Пауль Бёнард       | 7–6  |
| Чемпион   | 4. | 2003 | Barry McNamee Memorial Trophy (3) | Джо Свэйл          | 6–5  |
| Финалист  | 2. | 2005 | Swiss Open                        | Рики Уолден        | 3–5  |
| Финалист  | 3. | 2006 | Pontins World Series — Этап 1     | Джейми Коуп        | 2–4  |
| Чемпион   | 5. | 2006 | Pontins World Series — Финал      | Рики Уолден        | 4–2  |
| Финалист  | 4. | 2007 | Пол Хантер Классик                | Барри Пинчес       | 0–4  |
| Финалист  | 5. | 2009 | Pontins World Series — Финал      | Стюарт Бинэм       | 1–3  |

### Финалы Пригласительных турниров: 1 (1 победа, 0 поражений)
| Результат | №  | Год  | Турнир                        | Соперник по финалу | Счёт |
| --------- | -- | ---- | ----------------------------- | ------------------ | ---- |
| Чемпион   | 1. | 2009 | Pro Challenge Series — Этап 2 | Мартин Гоулд       | 6–2  |

### Финалы Любительских турниров: 5 (4 победы, 1 поражение)
| Результат | №  | Год  | Турнир                                 | Соперник по финалу | Счёт |
| --------- | -- | ---- | -------------------------------------- | ------------------ | ---- |
| Финалист  | 1. | 1985 | Чемпионат Ирландии среди любителей     | Гэй Бёрнс          | 6–11 |
| Финалист  | 1. | 1987 | Чемпионат Ирландии среди любителей     | Ричард Нолан       | 8–7  |
| Финалист  | 2. | 1989 | Чемпионат Ирландии среди любителей (2) | Энтони О’Коннор    | 8–5  |
| Финалист  | 3. | 1989 | Чемпионат мира среди молодёжи U-21     | Джейсон Фергюсон   | 11–5 |
| Финалист  | 4. | 1989 | Чемпионат мира среди любителей         | Джонатан Бёрч      | 11–2 |

## Комментарии
1. ↑  Выиграв 9-3, Ронни О’Салливан был впоследствии лишен титула и дисквалифицирован с турнира, за провал доппинг-проб. Доэрти был удостоен звания.